# Sint-Albertuskerk (Schaarbeek)
De Sint-Albertuskerk (Frans: Église Saint-Albert) is een rooms-katholieke bidplaats te Schaarbeek, gelegen aan Victor Hugostraat 147-155. Deze kerk werd in 1930-1931 gebouwd door architect Edmond Serneels. Haar patroon is Albert van Leuven (±1166-1192), prins-bisschop van Luik. 

## Geschiedenis
Omstreeks 1885 reikte het bewoonde gebied van Schaarbeek niet verder dan het Daillyplein.
De parochianen van de wijk, alhoewel officieel ingedeeld bij de Sint-Servaaskerk, begaven zich voor de religieuze diensten hetzij naar de Sint-Getrudiskerk te Etterbeek, hetzij naar de kerk van Sint-Joost-ten-Node. 
Gelet op de gestage groei van de bevolking omstreeks de overgang van de 19de naar de 20ste eeuw, werd in 1895 een nieuwe parochie gecreëerd met de naam Heilig Hart. Het nieuwe voorlopige bidhuis werd ingericht in de Notelaarstraat 20, met als doel verre verplaatsingen voor de misdiensten voorkomen.
In 1908 was er vanwege de plaatselijke bewoners nogmaals een vraag tot oprichting van een bijkomend gebedshuis. Gesprekken tussen kardinaal Mercier en vicaris Mangelschots van de Sint-Servaaskerk leidden ertoe dat aan de burgerlijke overheid opnieuw toestemming gevraagd werd voor de stichting van een parochie. Ingevolge dat verzoek werd op 27 februari 1910 een Koninklijk Besluit gepubliceerd, dat de oprichting van de Sint-Albertusparochie toeliet.
Deze toestemming werd naderhand gevolgd door de kerkelijke machtiging. Inderdaad, op 1 april 1910 gaf kardinaal Mercier zijn goedkeuring en reeds 10 dagen later, op zondag 10 april, werd een noodkerk in de Victor-Hugostraat 106-108 in gebruik genomen.
Deze voorlopige kerk diende te worden vervangen door een definitieve, maar het uitbreken van de Eerste Wereldoorlog gooide roet in het eten.
De ontbering waarvan de bevolking tijdens de oorlog de dupe was, leidde ertoe dat de parochie in die oorlogstijd alles in het werk stelde om de menselijke noden te lenigen. Zo werd als reactie op de voedselschaarste, een soepbedeling georganiseerd in de Victor Hugostraat 22, waar dagelijks honderden hongerigen hun opwachting maakten.
Na de oorlog werd in de noodkerk, op 11 november 1924, in aanwezigheid van de vertegenwoordiger van koning Albert I, een nomenclatuur onthuld. Deze was een opsomming van de namen der gesneuvelde soldaten. Zij droeg de volgende tekst: “Pro aris et focis - Parochiani nostri gloriose occubuerunt” wat betekent: “Voor huis en haard - Onze eervol overleden parochianen”. De herdenkingsplaat in messing werd vervaardigd door edelsmid-beeldhouwer Hendrik-Joseph Holemans (°Leuven 1894 † Brussel 1973) uit Brussel. 
Tijdens de jaren volgend op de Eerste Wereldoorlog, ontwikkelden geestelijke groeperingen allerhande activiteiten om de naweeën van de oorlog te verzachten en het lot van de bevolking te verlichten.
Zo begonnen in 1928 de “Religieuzen van de Trouwe Maagd” (Les religieuses de la Vierge Fidèle) met scholing: voorbereidende klassen voor het “Middelbaar Onderwijs” evenals een “zesde Latijnse”.
Zowat gelijktijdig startte de vereniging “J.O.C.” met avondonderwijs voor jonge arbeidsters.
In datzelfde jaar tekende architect Edmond Serneels (° Etterbeek 1875, † 1934) een plan voor de nieuwe (thans bestaande kerk) in de Victor Hugostraat. Dit ontwerp droeg -mits een kleine aanpassing- de goedkeuring weg van alle betrokken partijen.
Bij Koninklijk Besluit van 19 november 1929 werd de bouw toegestaan, en op 25 mei 1930 werd -in de naam van kardinaal Van Roey- door monseigneur Legraive de eerste steen gelegd.

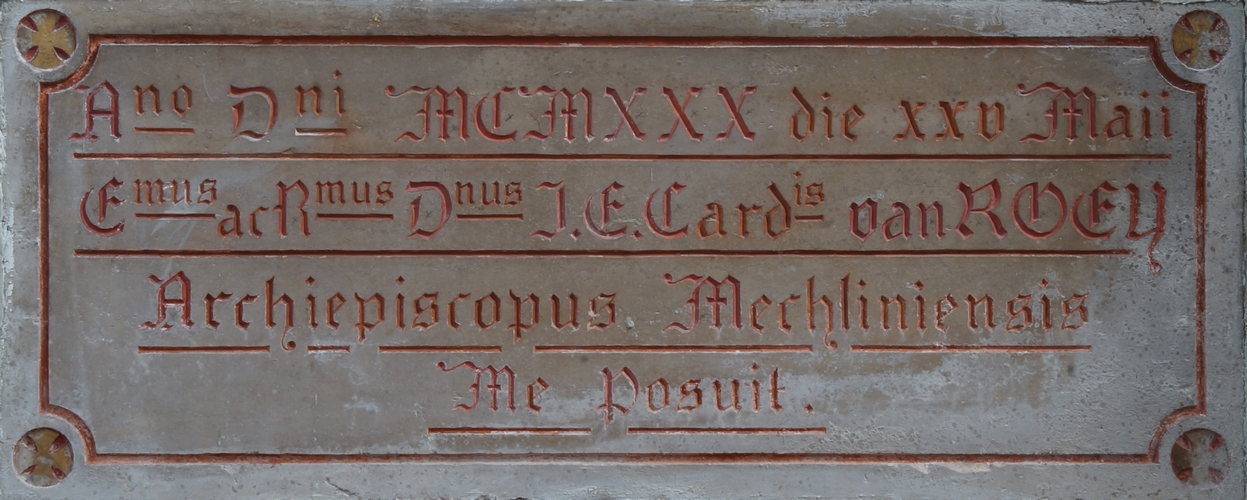
Eerste steen van de Sint-Albertuskerk te Schaarbeek, gelegd op zondag, 25 mei 1930, namens kardinaal Van Roey.

De werken vorderden zeer snel: anderhalf jaar nadien, op 18 oktober 1931, zegende hulpbisschop Van Cauwengbergh de huidige kerk in. 
Het jaar nadien -we schrijven 1932- begonnen de “Dochters van Liefdadigheid” (Filles de la Charité) met consultaties voor zuigelingen.
In navolging van de steun aan behoeftigen tijdens de oorlogsjaren, ging in 1935 het “Werk van de soep” (Oeuvre de la soupe) van start. Deze groep organiseerde -zoals de naam het doet vermoeden- een dagelijkse soepbedeling, behalve op zondag.
Daarenboven openden de “Dochters van Liefdadigheid” in datzelfde jaar een kleuterschool.
Op 16 april 1935 bezocht prinses Josephine-Charlotte de kerk, en op 22 mei leidde kardinaal Van Roey de plechtige consecratie.
Daags voor Kerstmis was er wederom hoog bezoek want koningin Elisabeth begaf zich ter plaatse.
Het maatschappelijk herstel na de Eerste Wereldoorlog was echter van korte duur.
Het Duitse leger viel op 10 mei 1940 het land andermaal binnen. Halverwege oktober 1940 arresteerde de bezetter vicaris Schoorman. Hij werd veroordeeld tot 10 jaar opsluiting en op de dag van de uitspraak zelve, nam een lid van het Duitse leger intrek in Schoormans woning.
Tijdens deze tweede oorlog werden 119 parochianen gevangengezet, onder wie 52 legerofficieren. 13 van hen stierven in de concentratiekampen en één verdween spoorloos.
Het leed bleef echter niet beperkt tot deze groep weggevoerden want ingevolge de ontbering steeg immers het aantal overlijdens jaar na jaar:
- in 1941: honderd drieëntwintig sterfgevallen
- in 1944: duizend negenhonderd negenenveertig.

Op 1 oktober 1944 was België wederom een bevrijde natie doch de capitulatie van de Duitse troepen in hun eigen land liet tot 1945 op zich wachten. Om die reden vernam men slechts op 25 april 1945 de vrijlating te Siegburg van de gedeporteerde vicaris abt Schoorman.
Na zijn terugkeer werd deze parochievader warm en met sympathie onthaald.
Architect Edmond Serneels die de plannen voor de kerk tekende, overleed in 1934, drie jaar na de bouw van zijn ontwerp. Te zijner ere werd door beeldhouwer Edmond de Valériola in 1935 een buste gemaakt, die werd opgesteld aan het Sint-Antoonplein te Etterbeek.

## Exterieur

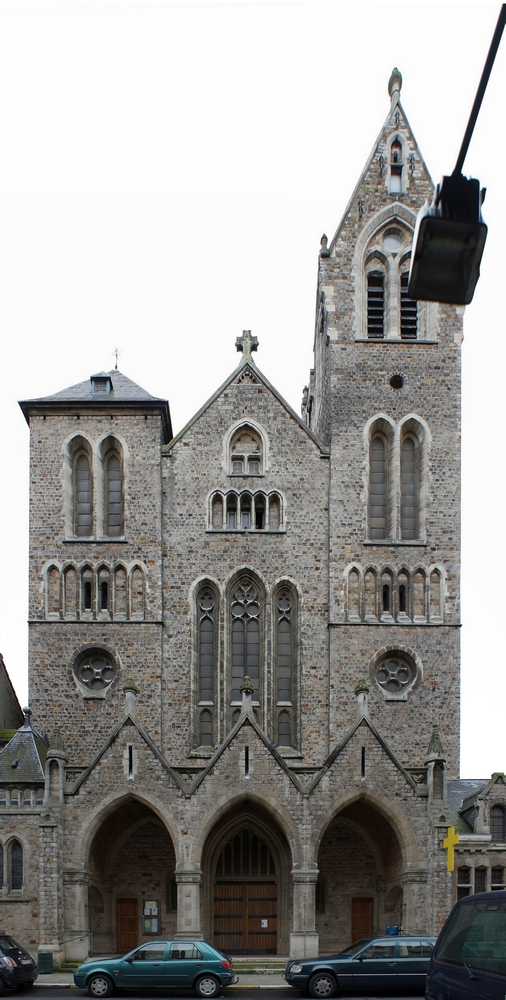
Voorgevel in steen uit de groeve van Gesves (Andenne)

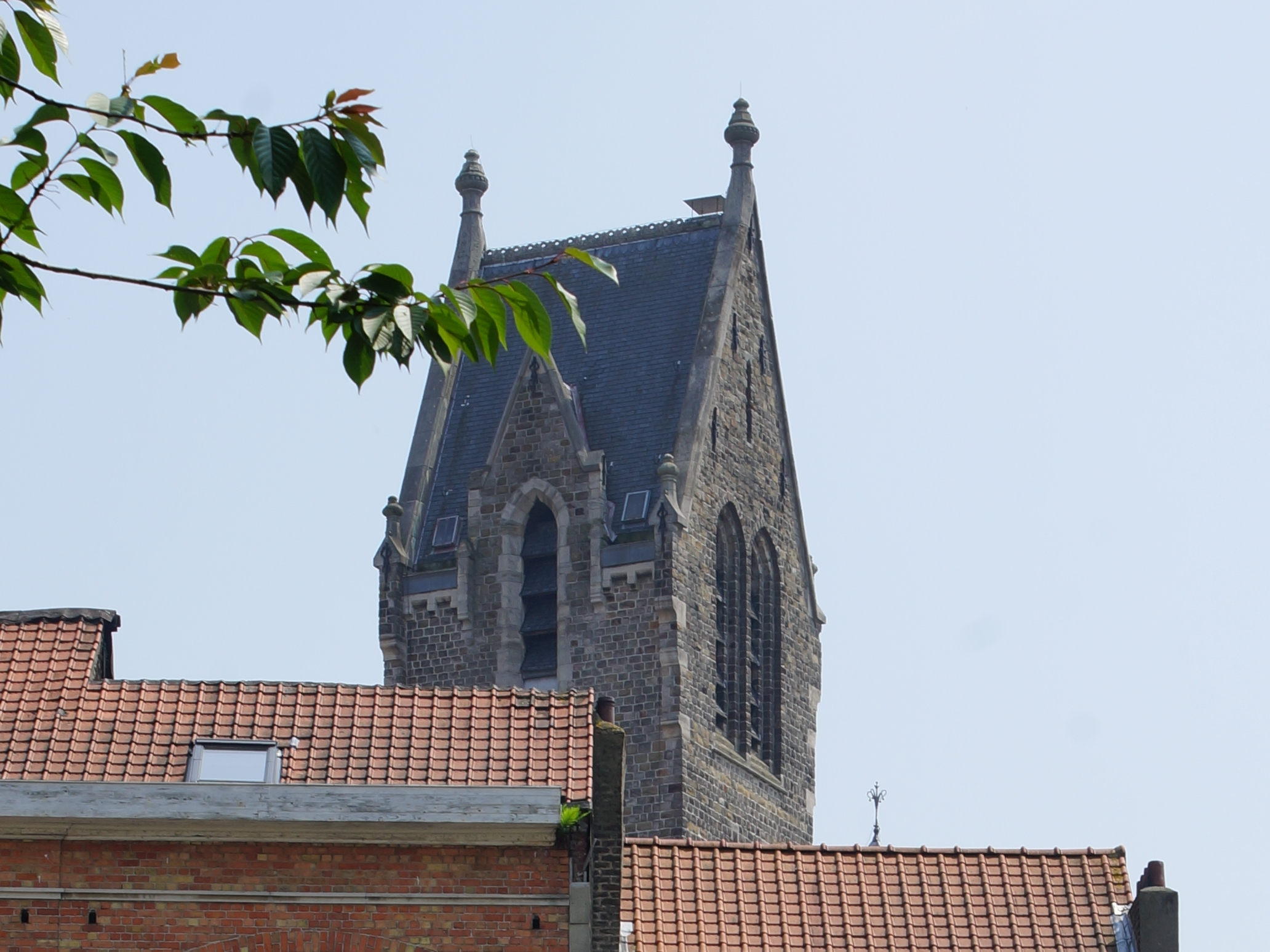
De kerk heeft een zeer karakteristieke torenspits die boven de daken uitsteekt.

Door de aanbouw van belendende woningen bij de kerk, is alleen de voorgevel goed zichtbaar. Deze heeft een breedte van 22 meter, en is opgetrokken in neogotische stijl met neoromaanse elementen. Voor de façade werd grijze steen uit de steengroeven van Gesves (Andenne) als bouwmateriaal gebruikt.
Deze steensoort geeft aan het geheel een zeer apart uitzicht.
De gevel bestaat in hoofdzaak uit vier niveaus. Op de gelijkvloerse verdieping onderscheidt men de toegangsportieken onder pinakel evenals een bidkapel.
Het eerste niveau wordt gekenmerkt door een groot drielicht ter hoogte van het doksaal, evenals twee kleine roosvensters. 
Op het tweede niveau ziet men een vijfledige loggia waarvan de twee buitenste delen blind zijn. Op deze hoogte krijgen de twee torens duidelijk vorm met links en rechts, twee vensters. De kleinste toren wordt hier afgedekt met een tentdak; de grootste heeft nog een bijkomende verdieping met onder meer galmgaten voor de klokken en wordt afgesloten onder een zadeldak. Deze intrigerende klokkentoren steekt uit boven de daken der aanpalende huizen en valt op door zijn aparte vorm. 

## Interieur

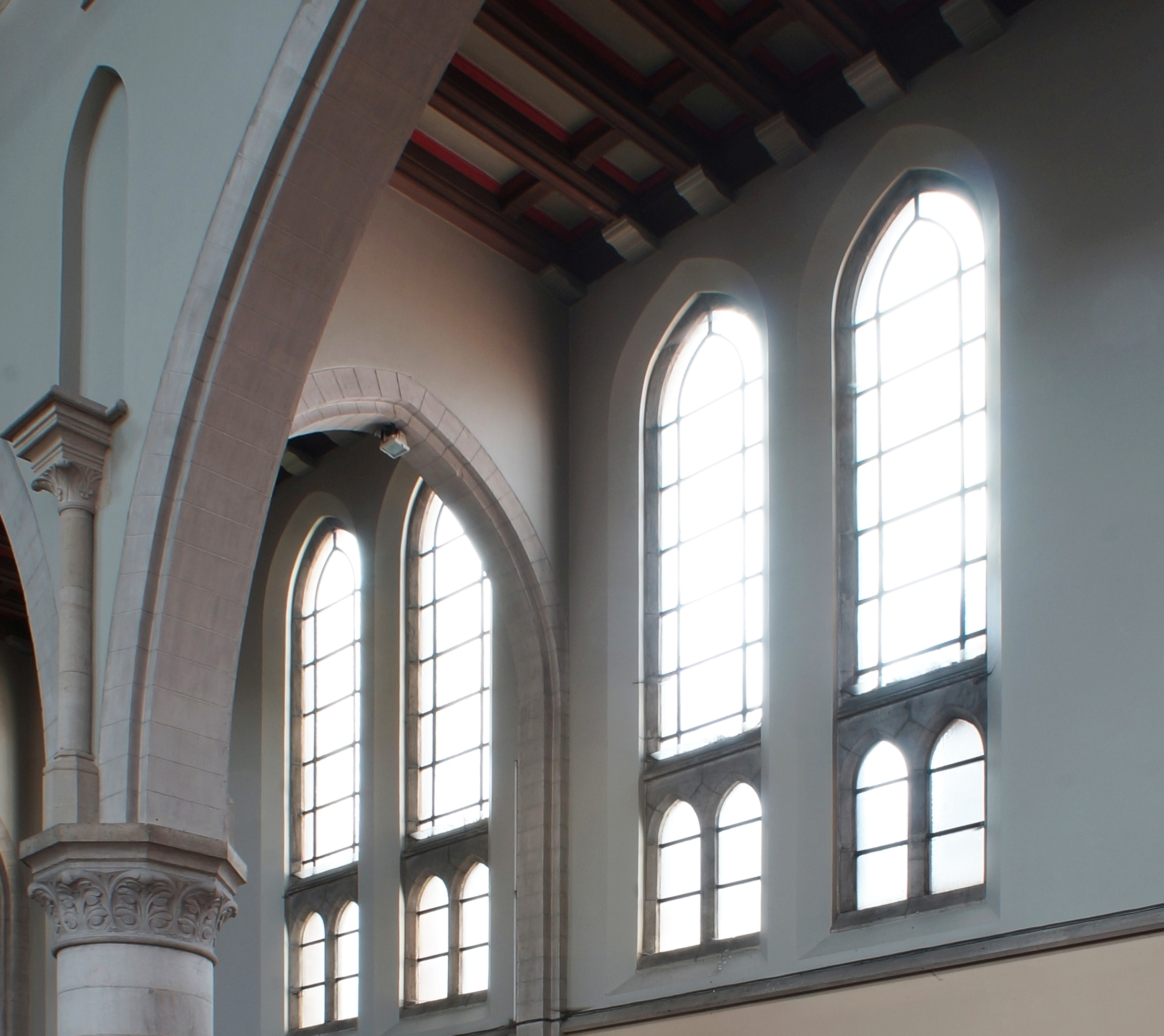
Pilaren, kapitelen en arcaden in witte steen vormen een zeer helder interieur.

De Sint-Albertuskerk heeft een basilicale indeling: men onderscheidt een brede verhoogde middenbeuk met in verhouding twee zeer smalle verlaagde zijbeuken, een kruisbeuk en een koor. Het spitstongewelf van de middenbeuk is opgebouwd uit bruine steen, de platte gewelven der zijbeuken daarentegen uit zichtbare houten balken.
De pilaren, kapitelen en arcaden zijn gemaakt van witte steen terwijl de muren bepleisterd zijn in een lichte kleur. Dit alles creëert een zeer helder interieur, in contrast met het koor dat hoofdzakelijk opgebouwd is uit grijze steen.

### Hoogkoor

#### Hoofdaltaar
Het hoofdaltaar staat op een trappenpartij van zwart marmer. De offertafel (grijs marmer) rust op vier zuilen in rood-bruin marmer: twee links en twee rechts. Het antependium draagt het monogram PX (Pax Christi) en Alpha -  Omega.
Dit altaar werd in 1935 ontworpen door Dom Sébastien Braun de Maredsous en vervaardigd door Ateliers d’Art de Maredsous.

#### Tabernakel
Het tabernakel, gemaakt van met messing bedekt staal, dateert van 1935. Het is -zoals het hoofdaltaar- gemaakt in Maredsous. Op de deurtjes prijken twee biddende engelen.

#### Glas-in-loodramen
Deze zijn geplaatst in 1951 en 1952. Ze zijn vermoedelijk een gift van Juffrouw Michiels. De ramen zijn enerzijds een voorstelling van de lijdensweg van Christus, en anderzijds een afbeelding van een reeks heiligen.
Op het raam dat Jozef (de voedstervader van Christus) voorstelt, ontwaart men de aanduiding: Ch. Crespin linv / Colpaert Fec 1952. «linv» is de afkorting van deliniavit (d.w.z. tekende), «Fec» van fecit (d.w.z. maakte). Deze Latijnse afkortingen beduiden dat de ramen werden gemaakt door de Schaarbeekse glazenier Jacques Colpaert, naar de cartons van Louis Charles Crespin.

#### Doopvont
De doopvont is afkomstig uit de noodkerk waar ze in augustus 1926 geplaatst was. De achthoekige kuip, vervaardigd uit gepolijste blauwe steen, was een gift van een dame die meter werd en die verwonderd was over het gebrek aan middelen.
In december van hetzelfde jaar werd een deksel in gedreven messing (planten en dieren) geleverd. Dit werd gemaakt door de Brusselse edelsmid en beeldhouwer Henri-Joseph Holemans (Leuven 1894 - Brussel 1973).

### Kruisbeuk

#### Orgel
In het transept staat links een modern mechanisch orgel (gemaakt door orgelbau Schumacher uit Baelen bij Eupen) dat ingehuldigd werd op zondag 17 mei 1992 door kardinaal Danneels. 

#### Zijaltaar
Rechts in de kruisbeuk staat een zijaltaar, toegewijd aan Albertus en ontworpen door architect Arthur Verhelle (°Brugge 15-4-1865, † Brussel 1-4-1951). Het is vergelijkbaar met het hoofdaltaar, met dien verstande evenwel dat het kleiner is en slechts rust op twee zuilen in plaats van vier. Op het antependium ziet men het monogram PX.
Dat het altaar een gift was van een of meer anonieme schenkers, wordt afgeleid uit de volgende inscriptie: «Familiae sanctae/Sancti Alberti/Nazareth amici/Anno Dni MCMXLIV». Dit betekent: Aan de Heilige Familie en aan Sint-Albertus. De vrienden van Nazareth. Het jaar des Heren 1944.
Op dit altaar staat een polychroom plaasteren beeld uit 1962, dat Albertus van Leuven voorstelt. Doordat het een kopie is van een beeld van Sint-Gilles die een dier streelt, wordt Albertus hier in een ietwat ongewone houding weergegeven.

#### Heilig Hartbeeld
Links in de kruisbeuk staat een Heilig Hartbeeld in witte steen.
Het werd in 1940 gebeeldhouwd door Hendrik Van Perck (° Mechelen 24-7-1869, †Etterbeek juni 1951).

### Viering
Rechts, tegen een pilaar, bevindt zich een bruin monochroom plaasteren beeld: De Maagd en het Kind. Het werd gegoten in 1981 en is een kopie van een 14de-eeuws beeld in de Antwerpse kathedraal.
Centraal in de viering hangt een modern lichtgevend kruis dat in 1986 geschonken werd door Mevrouw Theunis. Het werd vervaardigd door Atelier artisanal Maurice Carpet de Biesme (Mettet).

### Middenbeuk
Nabij het portaal, links, staat een monochroom wit plaasteren beeld uit 1931 dat het oeuvre is van Jules Jourdain (° Namur 30-12-1873, † Sint-Lambrechts-Woluwe 22-2-1957). Het stelt op een realistische wijze Theresia van Lisieux voor.

### Zijbeuken
In beide zijbeuken ziet men:
- biechtstoelen. Dit meubilair, geleverd door het "Huis Cyriel De Martelaere" uit Schaarbeek, werd gemaakt uit Hongaars eikenhout. Twee exemplaren werden geleverd in 1936, twee in 1937 en één in 1952. Ze zijn verfraaid met art-deco-elementen.
- een in nissen geschilderde kruisweg (anno 1935-1936). Veertien parochianen leverden een geldelijke bijdrage om dit werk te schenken. Het is gemaakt door kunstschilder Joseph Desmedt (°Antwerpen 1894, †1970).

In de zijbeuk rechts ziet men:
- een voorstelling van Christus aan een missiekruis. Het is een kopie van een oude voorstelling uit de 13de eeuw, genaamd: «Christus van Louwagie»;
- een monochroom wit plaasteren figuur die Sint-Antonius van Padua verbeeldt. Ze is van de hand van Hendrik Van Perck (1936).

In de linkerzijbeuk is tegen de muur de naamlijst der gesneuvelde soldaten van W.O. I aangebracht (Hendrik Holemans, 1924). Deze herdenkingsplaat in gedreven messing is afkomstig van de noodkerk.